# Адамчук Ігор Григорович
Адамчук Ігор Григорович (нар. 17 червня 1956, с. Ванжулів Лановецького району) — український правник, кандидат юридичних наук. Генерал-майор міліції.

## Життєпис
Закінчив Кременецьке педагогічне училище (нині обласний гуманітарно-педагогічний інститут), Київську ВШ МВС (1985)
Працював учителем у м. Косові Івано-Франківської області.
Від 1978 — в органах міліції: від сержанта-інспектора Державної служби охорони до першого заступника начальника УМВС України в Івано-Франківській області (2001—2003), начальник обласної кримінальної міліції.
2003 — начальник управління МВС України у Львівській області.
Від листопада 2003 — керівник департаменту транспортної міліції, від квітня 2004 — керівник департаменту карного розшуку.

## Творчість
2010 року написав дисертацію на тему «Міжнародно-правове визнання державного кордону України з Румунією та Чехословаччиною (1939—1947 рр.)»